# Gilles Marchand (Regisseur)

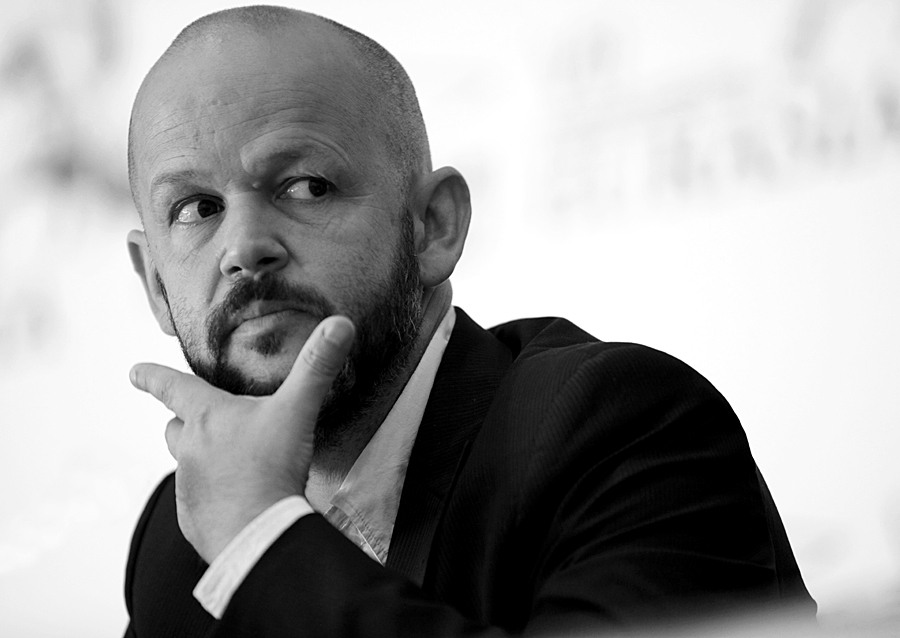
Gilles Marchand 2011

Gilles Marchand (* 18. Juni 1963 in Marseille) ist ein französischer Filmregisseur und Drehbuchautor.

## Leben
Marchand studierte Film am Institut des hautes études cinématographiques in Paris, das 1986 in der La fémis aufging. Während des Studiums drehte Marchand mehrere Kurzfilme, darunter Nuit blanche (1985) mit Kommilitone Patrick Blossier als Kameramann sowie an der La fémis 1987 L’étendu, den er mit seinen Kommilitonen Laurent Cantet (als Kameramann) und Dominik Moll (als Filmeditor) realisierte und bei dem er als Regisseur und Drehbuchautor fungierte. Bei Thomas Bardinets Kurzfilmen Les Dieux du sport, les démons du sommeil (1987) und Caroline et ses amis (1992) fungierte Marchand als Kameramann, bevor er 1994 seine zweite Regiearbeit, den Kurzfilm Joyeux Noël, veröffentlichte. Der Film lief auf zahlreichen internationalen Filmfestivals, so 1994 auf dem Krakowski Festiwal Filmowy, und gewann 1994 den Grand Prix im Nationalen Wettbewerb des Festival du Court-Métrage de Clermont-Ferrand.
In den Folgejahren arbeitete Marchand immer wieder mit seinen Freunden Bardinet, Cantet und Moll zusammen. Für Cantets Langfilmregiedebüt Freiwillig verbannt (1997) schrieb Marchand das Drehbuch und war auch bei Cantets folgendem Langfilm Der Jobkiller für das Drehbuch zuständig. Für Der Jobkiller erhielt Marchand 2001 eine César-Nominierung in der Kategorie Bestes Drehbuch. Bereits im Vorjahr war Marchand für das Drehbuch von Molls schwarzer Komödie Harry meint es gut mit dir für den Europäischen Filmpreis in der Kategorie Bestes Drehbuch nominiert worden und gewann mit Moll den Prix Henri-Jeanson der Société des auteurs et compositeurs dramatiques.
Marchand veröffentlichte 2003 mit Wer tötete Bambi? sein Langfilmregiedebüt, wobei er mit Vincent Dietschy auch das Drehbuch schrieb. Für den Thriller, der im Rahmen der Internationalen Filmfestspiele von Cannes 2003 uraufgeführt wurde, erhielt er eine Nominierung für die Caméra d’Or. Zudem wurde Marchand 2004 für einen César in der Kategorie Bestes Erstlingswerk nominiert. Weitere César-Nominierungen im Drehbuchbereich erhielt Marchand 2004 für Jean-Paul Rappeneaus Bon Voyage und 2020 für Molls Die Verschwundene. Neues Terrain betrat Marchand 2019 mit der Netflixdokumentation Wer hat den kleinen Grégory getötet?, bei der er Regie führte. Der Fünfteiler beschäftigte sich mit der Affäre Gregory, einem Mordfall aus dem Jahr 1984, und wurde am 20. November 2019 auf Netflix veröffentlicht.

## Filmografie
Wenn nicht anders vermerkt, als Drehbuchautor:
- 1987: L’étendu (Kurzfilm) – auch Regie
- 1994: Joyeux Noël (Kurzfilm) – auch Regie
- 1997: Freiwillig verbannt (Les sanguinaires)
- 1999: Der Jobkiller (Ressources humaines)
- 2000: Harry meint es gut mit dir (Harry, un ami qui vous veut du bien)
- 2001: Milch der Zärtlichkeit (Le lait de la tendresse humaine)
- 2001: Les âmes câlines
- 2003: Bon Voyage
- 2003: Wer tötete Bambi? (Qui a tué Bambi?) – auch Regie
- 2004: Nächtliche Irrfahrt (Feux rouges)
- 2005: Lemming
- 2005: L’Avion – Das Zauberflugzeug (L’avion)
- 2006: L’éclaireur
- 2010: Black Heaven (L’autre monde) – auch Regie
- 2012: Main dans la main
- 2013: Eastern Boys
- 2015: Marguerite et Julien
- 2015: The Lady in the Car with Glasses and a Gun (La dame dans l’auto avec des lunettes et un fusil)
- 2016: Des nouvelles de la planète Mars
- 2016: Dans la forêt – auch Regie
- 2019: Die Verschwundene (Seules les bêtes)
- 2019: Wer hat den kleinen Grégory getötet? (Grégory) (TV-Dokumentation, 5 Folgen) – nur Regie
- 2021: Ils sont vivants
- 2022: In der Nacht des 12. (La nuit du 12) – nur Drehbuch
- 2023: L’île rouge – nur Drehbuch
- 2025: Enzo – nur Drehbuch
- 2025: Dossier 137 – nur Drehbuch

## Auszeichnungen (Auswahl)
- 1994: Grand Prix im Nationalen Wettbewerb, Festival du Court-Métrage de Clermont-Ferrand, für Joyeux Noël
- 2000: Nominierung Europäischer Filmpreis, Bestes Drehbuch, für Harry meint es gut mit dir
- 2001: César-Nominierung, Bestes Drehbuch, für Der Jobkiller
- 2001: César-Nominierung, Bestes Drehbuch, für Harry meint es gut mit dir
- 2003: Nominierung Caméra d’Or, Internationale Filmfestspiele von Cannes 2003, für Wer tötete Bambi?
- 2004: César-Nominierung, Bestes Erstlingswerk, für Wer tötete Bambi?
- 2004: César-Nominierung, Bestes Drehbuch, für Bon Voyage
- 2020: César-Nominierung, Bestes adaptiertes Drehbuch, Die Verschwundene